# 桐生みほ
桐生 みほ（きりゅう みほ、1990年5月19日 - ）は、兵庫県出身の日本の女優である。

## 趣味・特技

### 趣味
スポーツ（球技）、ピアノ、映画鑑賞、カメラ・スポーツ（テニス・陸上）、絵を描くこと、書道（五段）、百人一首、ゲーム

### 特技・資格
- 乗馬ライセンス
- スポーツフードマイスター
- アスリート栄養食インストラクター

## TV・ドラマ
- EX「遺留捜査」season7 第1話[3]
- EX「遺留捜査スペシャル2020」　主婦役
- EX「検事・佐方～裁きを望む～」　秘書役
- EX「遺留捜査スペシャル」　三井加代役
- TX「ハル～総合商社の女～」　7話
- 映画「ギャングース」監督：入江悠　ガウンの美女役
- KTV「ミナミの帝王ZERO」7話　マッサージ店員役
- CX「大奥～最終章～」女中役 2019.3/25 O.A
- EX「科捜研の女18」 8話 タレント役
- EX「科捜研の女18」最終話　アシスタント役　【2018】
- EX「遺留捜査」５話　山野辺 佑美役　【2018】
- TBS「メゾンドポリス」2話　主婦役
- NHK「まんぷく」　婦人役
- ABC「ビーバップハイヒール」再現
- KTV「なめとんか」
- KTV「大阪環状線part4」 カップル役
- TBS「名奉行！遠山の金四郎」　内義役
- EX「明日の君がもっと好き」　ピアニスト役
- NHK「わろてんか」　出演
- NHK「ごちそうさん」 出演
- NHK「夫婦善哉」芸妓役
- MBS『遺品整理人』 女子大生役
- BS 『鬼平外伝』 出演
- KTV「メジャー音楽学園」　出演

## CM PV
- CM「MAZDA」
- VP「ダイハツPRO GARGO」
- CM「キリンザストロング」
- CM「三共グループ」
- CM「NEXCO西日本」
- CM「社労士会　兵庫」
- Web「グッドマン赤松台」
- CM「USJ」
- CM「スパワールド」
- CM「ドギーマン」
- VP「レジェンダーハウス」　母親役
- VP「オムロン」
- VP「監視カメラ」

## 雑誌・スチール
- web「りらくる」モデル
- スチール「西川リビング　ぐっすり枕」モデル
- スチール「大阪ガス」　ポスターモデル
- 講談社「mina」 モデル
- 雑誌「関西ウォーカー」　モデル
- 「関西美少女図鑑」　モデル
- Web「Nakota通販カタログ」　モデル